# Агрон (футбольний клуб)

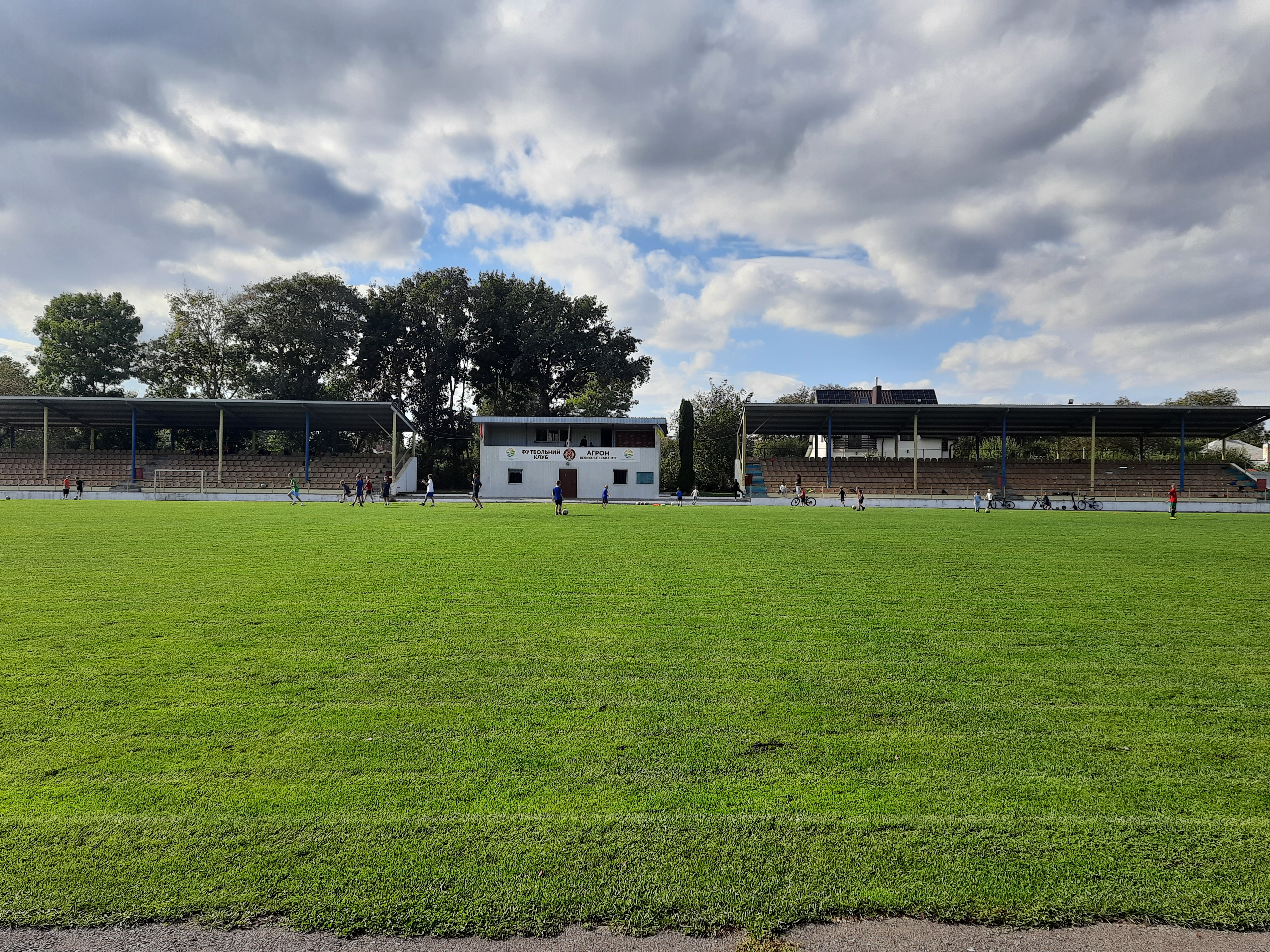
Стадіон

Футбольний клуб «Агрон» — український аматорський футбольний клуб із села Великі Гаї Тернопільської області. Виступає у чемпіонаті України серед аматорів. Домашні матчі приймає на Центральному сільському стадіоні.

## Статистика виступів

### Чемпіонат Тернопільської області
| Сезон  | Чемпіонат | Чемпіонат | Чемпіонат | Чемпіонат | Чемпіонат | Чемпіонат | Чемпіонат | Чемпіонат |
| Сезон  | Ліга      | Місце     | І         | В         | Н         | П         | РМ        | О         |
| ------ | --------- | --------- | --------- | --------- | --------- | --------- | --------- | --------- |
| 2016   | Вища ліга | 2         | 18        | 11        | 5         | 2         | 34-14     | 38        |
| 2017   | Вища ліга | 1         | 14        | 12        | 2         | 0         | 51-8      | 38        |
| 2018   | Вища ліга | 1         | 18        | 16        | 2         | 0         | 41-11     | 50        |
| 2019   | Вища ліга | 1         | 14        | 9         | 5         | 0         | 29-8      | 32        |
| 2020   | Вища ліга | 2         | 12        | 7         | 2         | 3         | 27-15     | 23        |
| 2021   | Вища ліга | 1         | 18        | 14        | 1         | 3         | 40-10     | 43        |
| 2022   | Вища ліга | 2         | 14        | 9         | 2         | 3         | 31-16     | 29        |
| 2023   | Вища ліга | 1         | 15        | 12        | 2         | 1         | 48-15     | 38        |
| Всього |           |           | 123       | 90        | 21        | 12        | 301-97    | 291       |

### Чемпіонат України серед аматорів
| Сезон   | Чемпіонат | Чемпіонат | Чемпіонат | Чемпіонат | Чемпіонат | Чемпіонат | Чемпіонат | Чемпіонат | Примітка        |
| Сезон   | Ліга      | Місце     | І         | В         | Н         | П         | РМ        | О         | Примітка        |
| ------- | --------- | --------- | --------- | --------- | --------- | --------- | --------- | --------- | --------------- |
| 2018/19 | Група 1   | 5         | 18        | 9         | 6         | 3         | 28-16     | 33        |                 |
| 2019/20 | Група 1   | 3         | 18        | 8         | 7         | 3         | 18-22     | 31        |                 |
| 2020/21 | Група 1   | 7         | 16        | 5         | 3         | 8         | 15-22     | 18        |                 |
| 2021/22 | Група 1   | 1         | 9         | 7         | 1         | 1         | 18-7      | 22        | Не був дограний |
| 2022/23 | Група 1   | 2         | 12        | 8         | 2         | 3         | 20-10     | 26        |                 |
| Всього  |           |           | 73        | 37        | 18        | 17        | 100       | 77        |                 |

- Найбільша перемога: «Агрон» — «Кристал» (Чортків) — 8:0 (21 серпня 2022)
- Найбільша поразка: «Покуття» (Коломия) — «Агрон» — 4:0 (8 вересня 2018)

## Досягнення
- Чемпіонат Тернопільської області
  -  Чемпіон: 2017, 2018, 2019, 2021, 2022, 2023.
  -  Срібний призер: 2016, 2020.

- Кубок Тернопільської області
  -  Переможець: 2019[2], 2021[3], 2023.

- -  Фіналіст: 2020[4].

- Суперкубок Тернопільської області 
  -  Переможець: 2020, 2022, 2023[5].
  -  Фіналіст: 2018, 2021.

## Відомі гравці
- Олександр Стахів
- Автанділ Гвіанідзе
- Ігор Вонс
- Ігор Швець

## Тренери
- Ігор Бадло (2016–2017)
- Роман Курдупель (2017–2020)[6]
- Олег Лівіцький (2020–2022)[7]
- Олег Тимець (2022–2023)[8]
- Сергій Богородіченко (2023–до сьогодні)[9]